# Мила Роберт
Мила Роберт Гергова е българска певица, художничка, актриса и активистка.

## Семейство
Мила Роберт е дъщеря на певицата и писателка Ваня Щерева и баскетболиста Роберт Гергов.

## Кариера
През 2013 г. Роберт участва във втория сезон на X Factor по Нова телевизия, където представя своя версия на песента Wicked Game на Крис Айзък.
Завършва актьорско майсторство за драматичен театър в НАТФИЗ „Кръстьо Сарафов“ в класа на професор Иван Добчев през 2019 г.
През 2018 г. излиза първата ѝ песен, озаглавена „Наше си е, Саше“, която добива голяма популярност в социалните мрежи. През същата година прави кавър на песента „Нещо нетипично“ на Ивана, озаглавен „Квартална кръчма“.
През 2019 г. прави кавър на песента „Никой не може“ на Азис. В клипа към парчето ѝ той също участва. Малко по-късно записва иронично парче във връзка с ремонта на улица „Граф Игнатиев“, което кръщава WTF.
През 2020 г. излиза песента ѝ „Всичко рязко светва“, която е и първият сингъл от нейния предстоящ дебютен албум „Еготрип“. Три години по-късно излиза песента ѝ „Покемон“, която е начало от нейния предстоящ албум „Сърце“. Следва „Ме4ка“ от същия албум. На 1 ноември 2023 г. излиза и концептуалният ѝ албум affiriMILAtions, който съдържа 33 песни (мантри), като всяка от тях е с времетраене 33 секунди.
Участва в петия сезон на Dancing Stars по bTV през 2024 г. През Август 2025 излиза клипа към песента Полуживи която е в дует с Азис. .

## Дискография

### Албуми
- Еготрип (2020)
- SRCE <3 (2025, 29 юни)

## ЛГБТИ активизъм
Подкрепя гражданските права на хомосексуалните, бисексуални и транссексуални българи. Роберт е изпълнителка на концерта на „София Прайд“ през 2019 г. и от 2021 до 2024 г.
Профилирана е в „Хора с глас“, издание на фондация GLAS на Симеон Василев, събиращо историите на 37 правозащитници на равни права за ЛГБТ хората в България.